# 飛行情報区
飛行情報区（ひこうじょうほうく、英: Flight Information Region, FIR）とは、国際民間航空機関 (ICAO) が航空交通業務を提供する各国の分担を決めた空域。

## 概要
飛行情報区（FIR）とは、領空と公海上空（公空）を含んだ空域で、世界の空の航空交通の円滑で安全な流れを促進できるように、航空機の航行に必要な各種の情報の提供と捜索救難活動が行われる空域である。いわゆる領空とは別のもので、そのためFIRの名称には国名でなく、その空域での航空交通管理センターが置かれている地名の名称が付けられる。ICAO非加盟国の領空と公海の一部上空を除き、世界の空域全体にFIRが指定されている。
FIRでは、管制業務と飛行情報業務と警急業務の航空交通業務は基本的に実施され、FIR内での、それぞれの地域を管轄する管制部の空域においては、航空路監視レーダーを用いた航空交通業務が行われるが、航空路監視レーダーの範囲外にある洋上管制区では、航空交通管理センターが航空交通業務を行う。
中華人民共和国、朝鮮民主主義人民共和国、モンゴルの飛行情報区(FIR)では、メートル法により航空交通管制業務が行われている。航空機の操縦室計器には、ヤード・ポンド法とメートル法の表記を切り替えるスイッチがある。

## 日本
日本では福岡FIR（呼出符号：RJJJ）が担当している。
以前はアメリカ合衆国による沖縄統治の名残で、沖縄県（鹿児島県の奄美群島を含む）は、那覇FIR（呼出符号：RORG）、沖縄県以外は東京FIR（呼出符号：RJTG）だったが、2006年に統合されて福岡FIRとなった。今でもICAO空港コードにおいて旧東京FIR内の空港が「RJ」で始まるのに対し、旧那覇FIR内の空港は「RO」で始まっていたり、VOLMET放送において旧東京FIR部分を東京VOLMETが、旧那覇FIR部分を香港VOLMETが担当しているなど、別々のFIRであった影響が残っている。
FIRは国土の面積や経済力に関係なく、むしろ地理的な条件で決まる。例えば、石垣島と西表島の間、小浜島東端付近を通る東経124度線以西は、台北FIR（RCAA）に入っている。ただし、日・台の取り決めにより、台北FIR空域内のうち与那国空港を離着陸する航空機は福岡FIRが管制を行う。
1974年（昭和49年）に日中国交正常化を反映して、日本航空が中華人民共和国への路線を開設したことで、中華民国当局から台北FIRの通過を拒否され、台湾への乗り入れと通過ができなくなり、東南アジアへの路線が遠回りを強いられることになった。その後、解除された。

## 日本に隣接するFIR
英数字4文字はICAOコードを示す。
- RKRR：仁川（インチョン）Incheon FIR
- ZKKP：平壌（ピョンヤン）Pyongyang FIR
- ZSHA：上海（シャンハイ）Shanghai FIR[注 3]
- RCAA：台北（タイペイ）Taipei FIR
- RPHI：マニラ Manila FIR
- UHHH：ハバロフスク Khabarovsk FIR[注 4]
- UHPP：ペトロバヴロフスク・カムチャツキー Petropavlovsk-Kamchatsky FIR
- PAZA：アンカレッジ洋上 Anchorage Oceanic FIR
- KZAK：オークランド洋上 Oakland Oceanic FIR